# Eurovision: Europe Shine a Light
Eurovision: Europe Shine a Light è stato un programma televisivo andato in onda il 16 maggio 2020 in sostituzione della finale dell'Eurovision Song Contest 2020 con l'intenzione di celebrare i 41 partecipanti che erano stati selezionati per l'edizione della rassegna musicale, cancellata a causa della pandemia di COVID-19.
Il programma, ideato dall'Unione europea di radiodiffusione (UER), è stato prodotto dalle tre emittenti olandesi precedentemente incaricate della produzione dell'evento: NPO, NOS e AVROTROS ed è stato trasmesso in Eurovisione oltre che su svariati canali principali e secondari delle emittenti nazionali dell'UER e sul canale YouTube ufficiale della manifestazione.
Questo è stato anche l'ultimo evento ad aver visto Jon Ola Sand nel ruolo di supervisore esecutivo.

## Organizzazione

### Sede e presentatori
La trasmissione è andata in onda dal vivo dallo Studio 21 del Media Park di Hilversum, diventando quindi il secondo evento dell'Eurovisione ospitato dalla città dopo l'Eurovision Song Contest 1958.

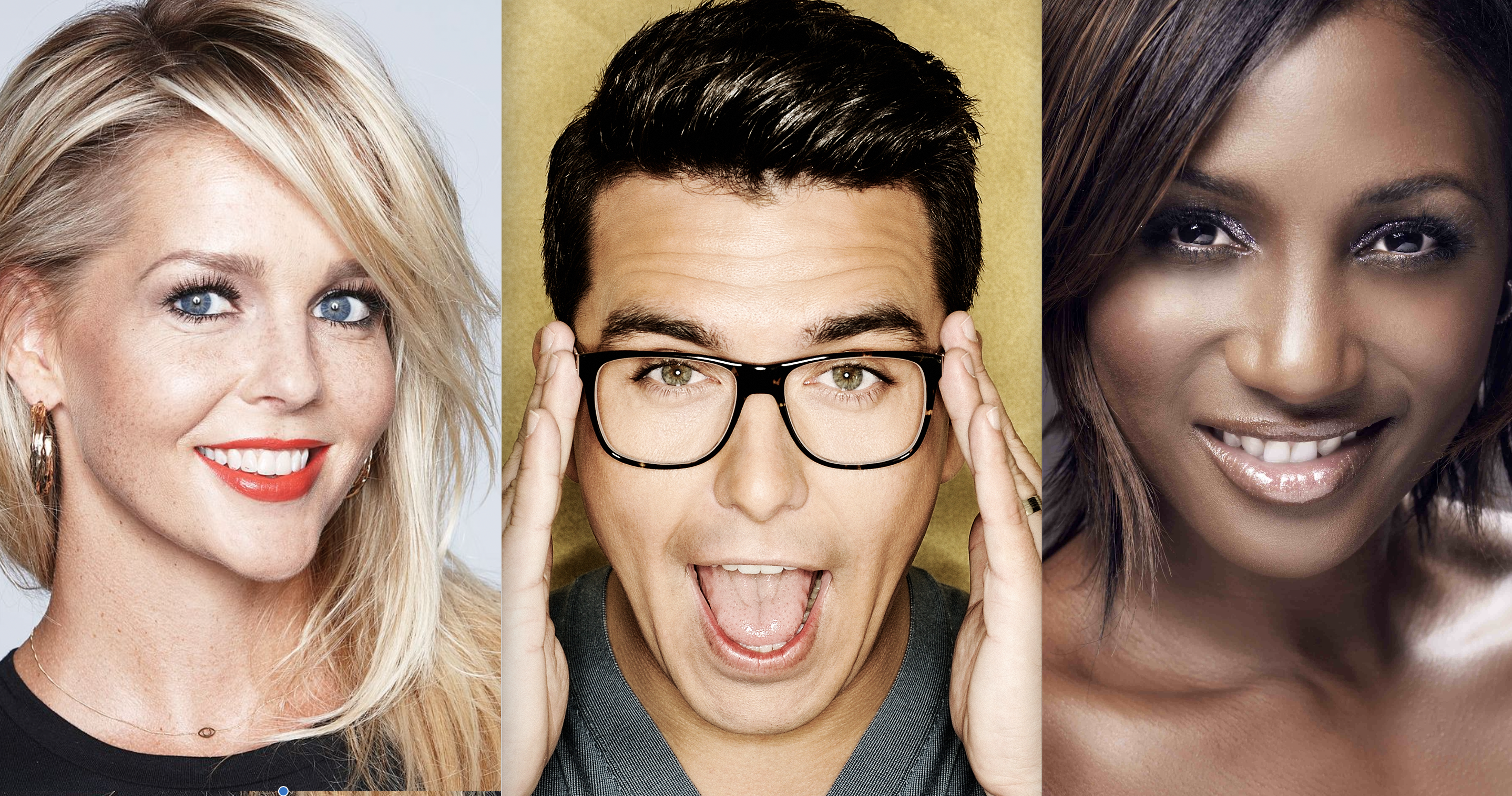
I presentatori dell'evento, Chantal Janzen, Jan Smit ed Edsilia Rombley

Il 31 marzo 2020, sono stati annunciati i presentatori, gli stessi che avrebbero dovuto presentare l'Eurovision Song Contest 2020: Chantal Janzen, attrice e presentatrice televisiva olandese, Jan Smit, cantante ricordato in patria, soprattutto, come commentatore per i Paesi Bassi all'Eurovision, ed Edsilia Rombley cantante olandese, famosa per aver rappresentato la nazione nell'edizione del 1998 e del 2007. Mentre la youtuber olandese Nikkie de Jager ha curato i contenuti web, per la serata evento.

### Show
Sono stati invitati a partecipare allo show tutti i 41 artisti selezionati originariamente per l'ESC, che hanno inviato una clip registrata mentre cantavano il brano Love Shine a Light, oltre che diversi vincitori e concorrenti delle precedenti edizioni. Sono anche stati brevemente mostrati i brani selezionati per l'Eurovision Song Contest 2020, già presentati integralmente durante due dirette su YouTube intitolate Eurovision Song Celebration (trasmesse al posto delle due semifinali) e durante gli Eurovision Home Concerts. Anche il pubblico è stato coinvolto nello show, con la trasmissione di alcune clip registrate per l'esibizione di What's Another Year di Johnny Logan, vincitore dell'edizione 1980.
Lo spettacolo è stato visto da almeno 73 milioni di spettatori, basandosi sui risultati dell'analisi dei dati forniti da 38 dei 45 paesi che hanno trasmesso il programma, con un record di circa 3 milioni di spettatori in Italia, dove la Rai ha trasmesso il format su Rai 1 in forma adattata, con ľ aggiunta di interviste di vincitori delle precedenti edizioni da parte dei commentatori, che spesso erano brevi per rispettare la scaletta originale e in simulcast su Rai 4 nella sua forma originale.Nel paese ospitante il programma è stato seguito da 2,4 milioni di telespettatori.

### Luoghi storici
Il 27 aprile 2020, l'emittente tedesca NDR ha rivelato che durante la trasmissione ci sarebbe stato un segmento specifico chiamato Europe Shine a Landmark, in cui sono stati illuminati diversi luoghi storici o di particolare importanza storico culturale di tutti i paesi partecipanti, a eccezione di Finlandia, Moldavia e Repubblica Ceca.
I luoghi illuminati, sotto le note di Love Shine a Light eseguita dall'Orchestra filarmonica di Rotterdam, sono stati:
- Albania: Piazza Scanderbeg (Tirana)
- Armenia: Torre della televisione (Erevan)
- Australia: Teatro dell'Opera (Sydney)
- Austria: Riesenrad (Vienna)
- Azerbaigian: Baku Crystal Hall (Baku)
- Belgio: Atomium (Bruxelles)
- Bielorussia: Biblioteca nazionale (Minsk)
- Bulgaria: Teatro Nazionale Ivan Vazov (Sofia)
- Cipro: Palazzo presidenziale (Nicosia)
- Croazia: Teatro nazionale croato (Zagabria)
- Danimarca: Statua della Sirenetta (Copenaghen)
- Estonia: Auditorium del Festival della Canzone Estone (Tallinn)
- Francia: Torre Eiffel (Parigi)
- Georgia: Ponte della Pace (Tbilisi)
- Germania: Elbphilharmonie (Amburgo)
- Grecia: Acropoli (Atene)
- Irlanda: Rocca di Cashel (Cashel)
- Islanda: Harpa (Reykjavík)
- Israele: Città Vecchia (Gerusalemme)
- Italia: Piazza del Campidoglio (Roma)
- Lettonia: Biblioteca nazionale della Lettonia (Riga)
- Lituania: Teatro dell'opera nazionale lituana (Vilnius)
- Macedonia del Nord: Museo archeologico nazionale (Skopje)
- Malta: Esplora Interactive Science Centre (Calcara)
- Norvegia: Teatro dell'Opera (Oslo)
- Paesi Bassi: Erasmusbrug (Rotterdam)
- Polonia: Castello Reale (Varsavia)
- Portogallo: Torre di Belém (Lisbona)
- Regno Unito: London Eye (Londra)
- Romania: Piața Unirii (Bucarest)
- Russia: Torre Spasskaja e Cattedrale di San Basilio (Mosca)
- San Marino: Palazzo Pubblico e Statua della Libertà (Città di San Marino)
- Serbia: Palazzo Vecchio (Belgrado)
- Slovenia: Castello (Lubiana)
- Spagna: Teatro Real (Madrid)
- Svezia: Globen (Stoccolma)
- Svizzera: Cervino (Canton Vallese)
- Ucraina: Olivec' (Kiev)

## Partecipanti
Nei mesi intercorsi tra marzo e maggio 2020 diversi artisti hanno annunciato la propria partecipazione al programma alternativo, includendo anche diversi vincitori degli anni passati, nonché alcuni partecipanti designati per l'edizione 2020.
I partecipanti sono stati invitati a cantare insieme il brano Love Shine a Light, mentre i fan di tutto il mondo hanno cantato in coro il brano What's Another Year.
Hanno preso parte alla serata anche l'Orchestra filarmonica di Rotterdam, Nikkie de Jager (presentatrice online dell'Eurovision Song Contest 2020), Graham Norton (commentatore ufficiale dell'Eurovision per il Regno Unito), Ell & Nikki (vincitori dell'Eurovision Song Contest 2011), Viki Gabor (vincitrice del Junior Eurovision Song Contest 2019), Alexander Rybak (vincitore dell'Eurovision Song Contest 2009), Lenny Kuhr (una delle quattro vincitrici dell'Eurovision Song Contest 1969), Sandra Kim (vincitrice dell'Eurovision Song Contest 1986), Anne-Marie David (vincitrice dell'Eurovision Song Contest 1973), Niamh Kavanagh (vincitrice dell'Eurovision Song Contest 1993), Getty Kaspers (vincitrice dell'Eurovision Song Contest 1975 con i Teach-In), Sergej Lazarev (rappresentante della Russia all'Eurovision Song Contest 2016 e 2019), Dana (vincitrice dell'Eurovision Song Contest 1970), Helena Paparizou (vincitrice dell'Eurovision Song Contest 2005), Carola (vincitrice dell'Eurovision Song Contest 1991), Conchita Wurst (vincitrice dell'Eurovision Song Contest 2014) e Björn Ulvaeus (vincitore dell'Eurovision Song Contest 1974 con gli ABBA).
| Ordine | Anno | Paese              | Lingua     | Artista/Gruppo       | Canzone                     |
| ------ | ---- | ------------------ | ---------- | -------------------- | --------------------------- |
| 01     | 1980 | Irlanda            | Inglese    | Johnny Logan         | What's Another Year         |
| 02     | 2020 | Israele            | Inglese    | Eden Alene           | Feker libi                  |
| 03     | 2020 | Norvegia           | Inglese    | Ulrikke              | Attention                   |
| 04     | 2020 | Russia             | Inglese    | Little Big           | Uno                         |
| 05     | 2020 | Georgia            | Inglese    | Tornik'e Kipiani     | Take Me as I Am             |
| 06     | 2020 | Francia            | Francese   | Tom Leeb             | Mon alliée (The Best in Me) |
| 07     | 2020 | Azerbaigian        | Inglese    | Efendi               | Cleopatra                   |
| 08     | 2020 | Portogallo         | Portoghese | Elisa                | Medo de sentir              |
| 09     | 2020 | Lituania           | Inglese    | The Roop             | On Fire                     |
| 10     | 2020 | Svezia             | Inglese    | The Mamas            | Move                        |
| 11     | 2015 | Svezia             | Inglese    | Måns Zelmerlöw       | Heroes (Acoustic)           |
| 12     | 1979 | Israele            | Ebraico    | Gali Atari           | Hallelujah                  |
| 13     | 1958 | Italia             | Italiano   | Diodato              | Nel blu dipinto di blu      |
| 14     | 2020 | Lettonia           | Inglese    | Samanta Tīna         | Still Breathing             |
| 15     | 2020 | Belgio             | Inglese    | Hooverphonic         | Release Me                  |
| 16     | 2020 | Regno Unito        | Inglese    | James Newman         | My Last Breath              |
| 17     | 2020 | Bielorussia        | Bielorusso | VAL                  | Da vidna                    |
| 18     | 2020 | Finlandia          | Inglese    | Aksel Kankaanranta   | Looking Back                |
| 19     | 2020 | Macedonia del Nord | Inglese    | Vasil Garvanliev     | You                         |
| 20     | 2020 | Svizzera           | Francese   | Gjon's Tears         | Répondez-moi                |
| 21     | 2020 | Serbia             | Serbo      | Hurricane            | Hasta la vista              |
| 22     | 2007 | Serbia             | Serbo      | Marija Šerifović     | Molitva                     |
| 23     | 2020 | Spagna             | Spagnolo   | Blas Cantó           | Universo                    |
| 24     | 2020 | Albania            | Inglese    | Arilena Ara          | Fall from the Sky           |
| 25     | 2020 | Irlanda            | Inglese    | Lesley Roy           | Story of My Life            |
| 26     | 2020 | Slovenia           | Sloveno    | Ana Soklič           | Voda                        |
| 27     | 2020 | Austria            | Inglese    | Vincent Bueno        | Alive                       |
| 28     | 2020 | Bulgaria           | Inglese    | Victoria             | Tears Getting Sober         |
| 29     | 2020 | San Marino         | Inglese    | Senhit               | Freaky!                     |
| 30     | 2020 | Islanda            | Inglese    | Daði & Gagnamagnið   | Think About Things          |
| 31     | 2018 | Germania           | Tedesco    | Michael Schulte      | Ein bißchen Frieden         |
| 31     | 2014 | Paesi Bassi        | Tedesco    | Ilse DeLange         | Ein bißchen Frieden         |
| 32     | 2020 | Grecia             | Inglese    | Stefania             | Superg!rl                   |
| 33     | 2020 | Repubblica Ceca    | Inglese    | Benny Cristo         | Kemama                      |
| 34     | 2020 | Polonia            | Inglese    | Alicja               | Empires                     |
| 35     | 2020 | Moldavia           | Inglese    | Natalia Gordienko    | Prison                      |
| 36     | 2020 | Cipro              | Inglese    | Sandro Nicolas       | Running                     |
| 37     | 2020 | Romania            | Inglese    | Roxen                | Alcohol You                 |
| 38     | 2020 | Croazia            | Croato     | Damir Kedžo          | Divlji vjetre               |
| 39     | 2020 | Germania           | Inglese    | Ben Dolic            | Violent Thing               |
| 40     | 2018 | Israele            | Inglese    | Netta                | Cuckoo                      |
| 41     | 2019 | Paesi Bassi        | Inglese    | Duncan Laurence      | Someone Else                |
| 42     | 2020 | Malta              | Inglese    | Destiny              | All of My Love              |
| 43     | 2020 | Estonia            | Inglese    | Uku Suviste          | What Love Is                |
| 44     | 2020 | Australia          | Inglese    | Montaigne            | Don't Break Me              |
| 45     | 2020 | Ucraina            | Ucraino    | Go_A                 | Solovej                     |
| 46     | 2020 | Danimarca          | Inglese    | Ben & Tan            | Yes                         |
| 47     | 2020 | Italia             | Italiano   | Diodato              | Fai rumore                  |
| 48     | 2020 | Armenia            | Inglese    | Athīna Manoukian     | Chains on You               |
| 49     | 2020 | Paesi Bassi        | Inglese    | Jeangu Macrooy       | Grow                        |
| 50     | 2020 | Internazionale     | Inglese    | Tutti i partecipanti | Love Shine a Light          |
| 50     | 1997 | Regno Unito        | Inglese    | Katrina Leskanich    | Love Shine a Light          |

## Trasmissione internazionale
Stati che avrebbero partecipato nel 2020 e hanno trasmesso lo show
     Stati che non avrebbero partecipato nel 2020 e hanno trasmesso lo show
     Stati che hanno partecipato in passato e non hanno trasmesso lo show

Stati che avrebbero partecipato nel 2020 e hanno trasmesso lo show
Stati che non avrebbero partecipato nel 2020 e hanno trasmesso lo show
Stati che hanno partecipato in passato e non hanno trasmesso lo show

Il 16 aprile 2020, l'UER ha comunicato la lista dei paesi che trasmetteranno l'evento. L'evento è stato trasmesso anche in Eurovisione e in streaming su YouTube e sulle piattaforme accreditate delle emittenti nazionali.
La maggior parte delle emittenti ha trasmesso l'evento dal vivo, fatta eccezione per l'australiana SBS.

### Televisione e radio
| Paese                | Emittente          | Stazione           | Commentatori                        |
| -------------------- | ------------------ | ------------------ | ----------------------------------- |
| Albania              | RTSH               | RTSH 1 HD          | Andri Xhahu                         |
| Albania              | RTSH               | RTSH Muzikë        | Andri Xhahu                         |
| Armenia              | ARMTV              | ARMTV              | David Tserunyan Emma Hakobyan       |
| Australia            | SBS                | SBS Television     | Myf Warhurst Joel Creasey           |
| Austria              | ORF                | ORF 1              | Andi Knoll                          |
| Azerbaigian          | İTV                | İctimai Televiziya | Murad Arif                          |
| Belgio               | VRT                | Één                | Peter Van de Veire                  |
| Belgio               | RTBF               | La Une             | Maureen Louys Jean-Louis Lahaye     |
| Bielorussia          | BTRC               | Belarus 1          | Jaŭgen Perlin                       |
| Bosnia ed Erzegovina | BHRT               | BHT 1              | Maja Miralem                        |
| Bulgaria             | BNT                | BNT 1              | Elena Rosberg Petko Kralev          |
| Croazia              | HRT                | HRT1               | Duško Čurlić                        |
| Cipro                | CyBC               | RIK 1              | Andreas Iakovidis                   |
| Danimarca            | DR                 | DR1                | Ole Tøpholm                         |
| Estonia              | ERR                | ETV                | Marko Reikop                        |
| Estonia              | ERR                | ETV+               | Aleksandr Hobotov Julia Kalenda     |
| Finlandia            | Yle                | Yle TV2            | Mikko Silvennoinen Krista Siegfrids |
| Finlandia            | Yle                | Yle TV2            | Eva Frantz Johan Lindroos           |
| Francia              | France Télévisions | France 2           | Stéphane Bern                       |
| Georgia              | GPB                | 1TV                | Demetre Ergemlidze                  |
| Germania             | ARD/NDR            | Das Erste          | Peter Urban Michael Schulte         |
| Grecia               | ERT                | ERT1               | Maria Kozakou                       |
| Irlanda              | RTÉ                | RTÉ One            | Marty Whelan                        |
| Islanda              | RÚV                | RÚV 1              | Felix Bergsson                      |
| Israele              | IPBC/KAN           | Kan 11             | nessuno                             |
| Italia               | Rai                | Rai 1              | Flavio Insinna Federico Russo       |
| Italia               | Rai                | Rai 4              | Ema Stokholma Gino Castaldo         |
| Italia               | Rai                | Rai Radio 2        | Ema Stokholma Gino Castaldo         |
| Kazakistan           | KA                 | Khabar TV          | Nursultan Qurman Mahabbat Esen      |
| Kosovo               | RTK                | RTK                | Sconosciuto                         |
| Lettonia             | LTV                | LTV1               | Toms Grēviņš                        |
| Lituania             | LRT                | LRT Televizija     | Ramūnas Zilnys                      |
| Macedonia del Nord   | MRT                | MRT 1              | Aleksandra Jovanovska               |
| Malta                | PBS                | TVM                | nessuno                             |
| Moldavia             | TRM                | Moldova 1          | Daniela Crudu                       |
| Montenegro           | RTCG               | RTCG               | sconosciuto                         |
| Norvegia             | NRK                | NRK1               | nessuno                             |
| Paesi Bassi          | NPO                | NPO 1              | Cornald Maas                        |
| Polonia              | TVP                | TVP1               | Artur Orzech                        |
| Portogallo           | RTP                | RTP1               | Nuno Galopim                        |
| Portogallo           | RTP                | RTP Internacional  | Nuno Galopim                        |
| Regno Unito          | BBC                | BBC One            | Graham Norton                       |
| Repubblica Ceca      | ČT                 | ČT art             | Jan Maxián                          |
| Romania              | TVR                | TVR1               | Bogdan Stănescu                     |
| Romania              | TVR                | TVRi               | Bogdan Stănescu                     |
| Russia               | C1R                | C1R                | Yuriy Aksyuta Yana Churikova        |
| San Marino           | San Marino RTV     | San Marino RTV     | Flavio Insinna Federico Russo       |
| San Marino           | San Marino RTV     | Radio San Marino   | Flavio Insinna Federico Russo       |
| Serbia               | RTS                | RTS1               | Silvana Grujić                      |
| Slovenia             | RTV SLO            | TV Slovenija 1     | Andrej Hofer                        |
| Spagna               | TVE                | La 1               | Tony Aguilar Eva Mora               |
| Spagna               | TVE                | TVE Internacional  | Tony Aguilar Eva Mora               |
| Svezia               | SVT                | SVT1               | nessuno                             |
| Svizzera             | SRG SSR            | RSI LA2            | Clarissa Tami Sebalter              |
| Svizzera             | SRG SSR            | RTS Un             | Jean Marc Richard Yoann Provenzano  |
| Svizzera             | SRG SSR            | SRF 1              | Sven Epiney                         |
| Ucraina              | UA:PBC             | UA:Peršyj          | Timur Mirošnyčenko                  |
| Ucraina              | UA:PBC             | UA:Radio Promin    | Oleksandra Franko Les Myrnyi        |
| Ucraina              | STB                | STB                | Timur Mirošnyčenko                  |

### Streaming
| Paese       | Emittente | Piattaforma |
| ----------- | --------- | ----------- |
| Finlandia   | Yle       | Yle Areena  |
| Irlanda     | RTÉ       | RTÉ Player  |
| Israele     | IPBC      | KAN         |
| Italia      | Rai       | RaiPlay     |
| Regno Unito | BBC       | BBC iPlayer |
| Svezia      | SVT       | SVT Play    |
| Mondo       | YouTube   | YouTube     |